# 仙石秀範
仙石 秀範（せんごく ひでのり）は、安土桃山時代から江戸時代前期にかけての武将。仙石秀久の次男。官位は従五位下・豊前守。名は久倫とも。

## 生涯
仙石秀久の次男として生まれる。母は野々村幸成の娘(本陽院）。慶長4年（1599年）、豊臣家から3000石を与えられて従五位下・豊前守に叙任された。慶長5年（1600年）の関ヶ原の戦いでは西軍に与したため、戦後、東軍に与した父から廃嫡された上に勘当されて浪人となり、出家して京都で寺子屋の師匠を務めていたという。
慶長19年（1614年）に大坂の陣が始まると、弟の仙石忠政が徳川方に与したのと異なり、豊臣方として大坂城に入って戦った。このとき、豊臣家から大名衆として3万石前後の所領を与えられている。しかし翌年の夏の陣で豊臣氏の敗北が決定的となると、丹波に逃亡した。その後の秀範の行方は不明である。夏の陣で討死したともいわれている。
ただし、10歳になる息子長太郎は伯耆で捕らえられ、夏の陣後の閏6月22日に六条河原で乳母の子供と共に斬られ、晒し首にされた。ほかに徳という女子がおり、叔父の仙石忠政に預けられ、寛永12年（1635年）に没した。